# Tartumaa
Nota linguística: Não confundir krahvkond (condado) com maakond (divisão administrativa)..
Tartumaa (em estoniano Tartu maakond ou Tartumaa), é um dos quinze condados (maakond) da Estónia.

## Geografia
O condado de Tartu está localizado no leste da República da Estônia e faz divisa com os condados de Põlva e Valga ao sul, Viljandi a oeste e Jõgeva ao norte, além de ser parte leste da divisa internacional da Estônia com a Rússia.
A área do condado é de 2.993 km², que representa 7,0%  do território da Estônia. Sua população estimada é de 149.001 habitantes, que é 11,1% do total da população da Estônia. A cidade de Tartu é a capital do condado e está localizada a uma distância de 186 km de Tallinn. É dividido em 22 governos locais — 3 municípios urbanos e 19 rurais.
O condado de Tartu localiza-se entre os lagos Võrtsjärv e Peipsi. O único rio navegável do país, o rio Emajõgi (100 km de extensão), atravessa o condado, ligando o lago Peipsi ao Võrtsjärv. A paisagem típica do condado são as planícies onduladas. Um terço de sua área é coberto por florestas, um terço por terras cultivadas. Um quarto é formado de terras alagadas pelo bacia hidrográfica do rio Emajõgi. Na parte norte do condado existem campos de drumlins com lagos entre eles. Suas reservas florestais representam cerca de 10% do total das reversas do país, as maiores delas são a Emajõe Suursoo e a Alam-Pedja.

## História
Achados arqueológicos sugerem que os primeiros habitantes do território do atual condado de Tartu viveram há cerca de 5000 anos atrás. A cidade de Tartu foi pela primeira vez mencionada, em registros oficiais, em 1030, na ocasião uma fortificação em madeira. Em 1224, depois da conquista da fortificação pelos invasores germanos, Tartu tornou-se a capital de uma diocese, estendendo-se do norte da Estônia até a Letônia. Desde o século XIII, Tartu pertencei à Liga Hanseática e a cidade tornou-se um centro de comércio conhecido na região do mar Báltico. O rei Gustavo Adolfo II da Suécia fundou a Universidade de Tartu em 1632.
A primeira escola de formação de professores da Estônia foi fundada no condado de Tartu em 1684, bem como as primeiras escolas estonianas para os filhos de camponeses. Fechada durante e depois da Grande Guerra do Norte, a Universidade de Tartu foi reaberta em 1802 como a única universidade em operação de língua alemã em todo o Império Russo. O desenvolvimento econômico da região foi posteriormente auxiliado pela construção da ferrovia ligando Tartu com Tallinn, Riga e São Petersburgo.
Na segunda metade do século XIX, o surgimento do sentimento nacionalista estoniano iniciou-se na região de Tartu. Depois que a Estônia adquiriu sua independência em 1918, Tartu, juntamente com Tallinn, tornou-se um dos principais centros culturais da Estônia, onde morava e trabalhava a maioria dos intelectuais estonianos da época. Em 1987-1989, o movimento estudantil para o restabelecimento da herança ambiental e cultural em Tartu deu início à Revolução pelo Canto da Estônia e levou à restauração da independência do país.

## Municípios
O condado está subdividido em 22 municípios: 3 municípios urbanos (Estoniano: linn - cidade) e 19 municípios rurais (Estoniano: vallad - comunas).

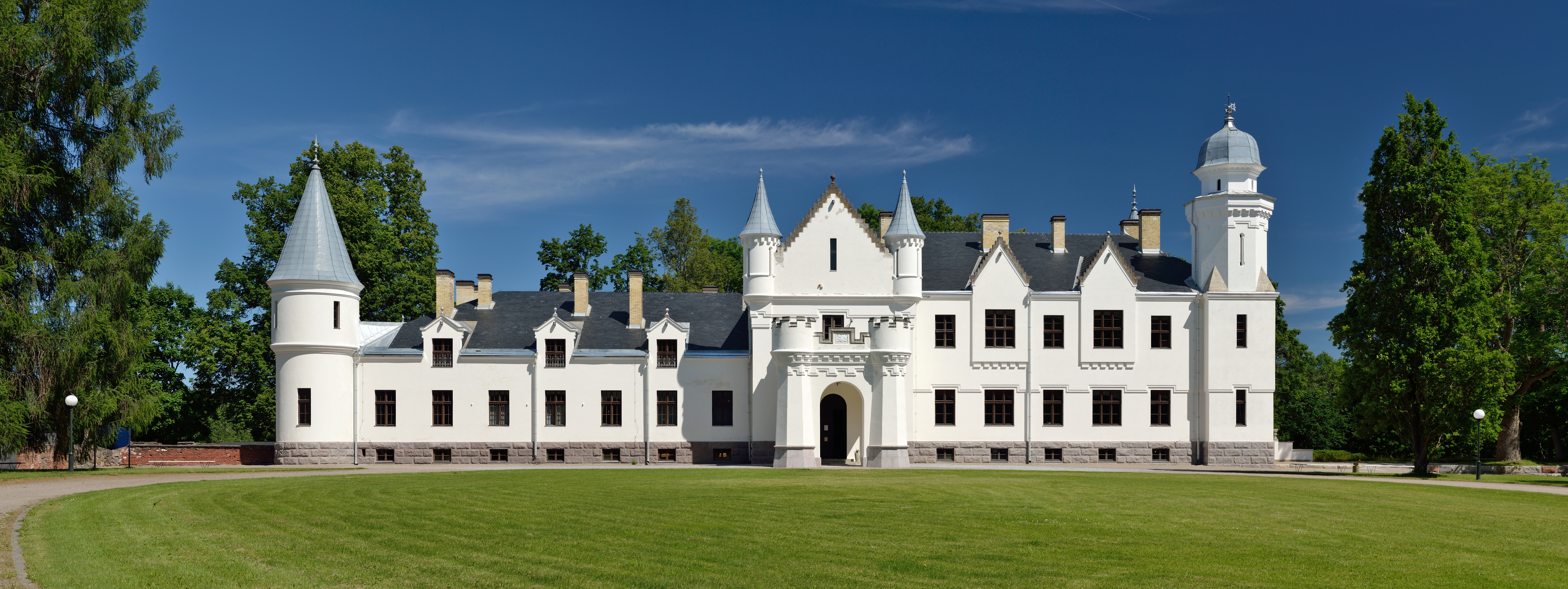
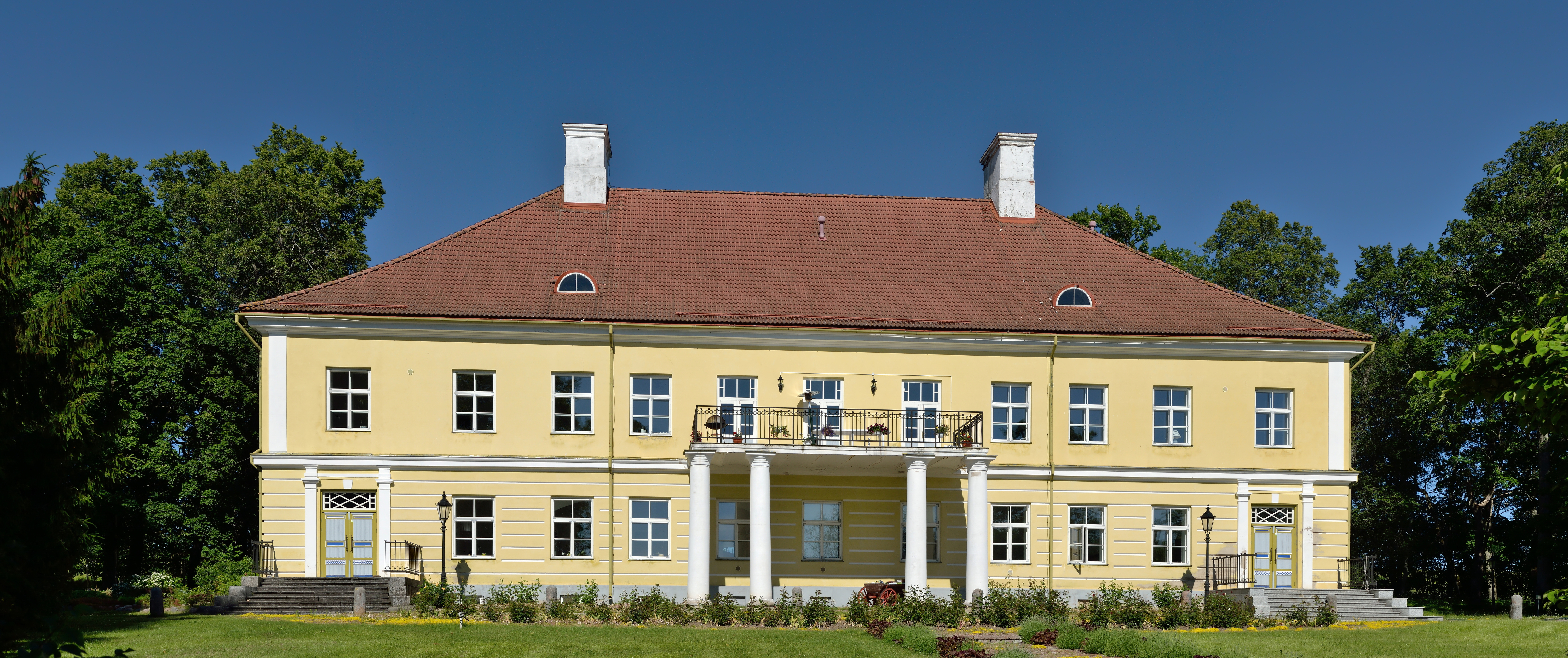
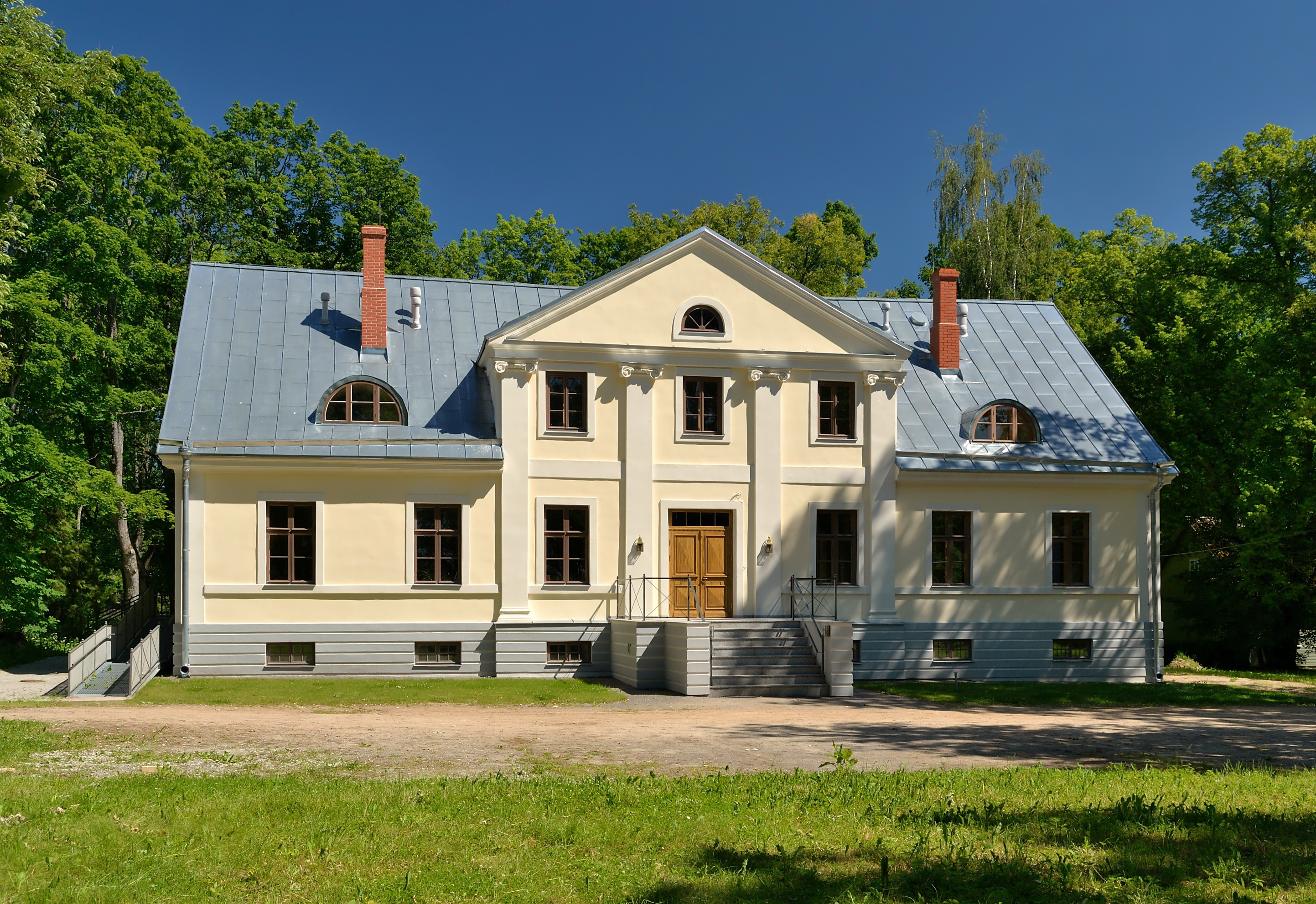
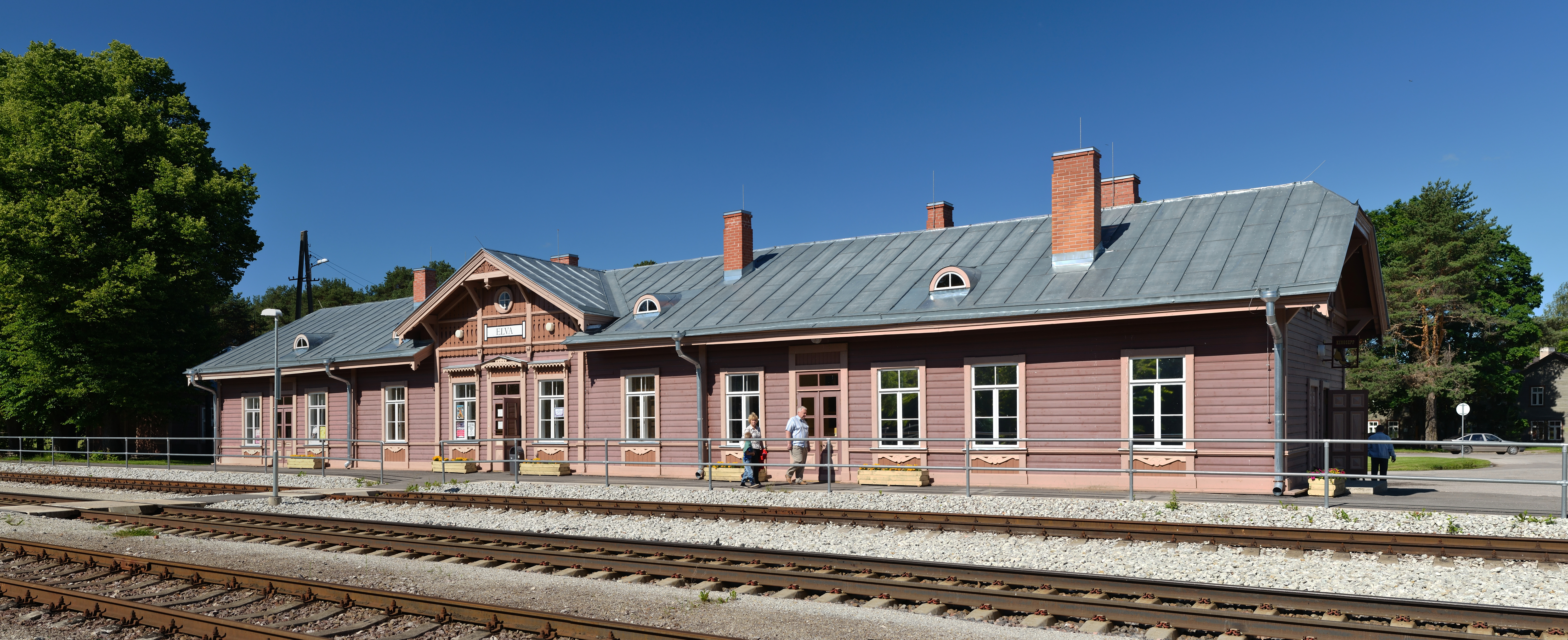

Municípios urbanos:
- Elva
- Kallaste
- Tartu

Municípios rurais:
- Alatskivi
- Haaslava
- Kambja
- Konguta
- Laeva
- Luunja
- Meeksi
- Mäksa
- Nõo
- Peipsiääre
- Piirissaare
- Puhja
- Rannu
- Rõngu
- Tartu
- Tähtvere
- Vara
- Võnnu
- Ülenurme

## Referência
1. 1 2  Statistics Estonia - Dados de 1 de janeiro de 2007 calculados com base nos dados ajustados do censo populacional de 2000.